# Pakrac
Pakrac este un oraș în cantonul Požega-Slavonia, Croația, având o populație de 8.460 de locuitori (2011).

## Demografie
Componența etnică a orașului Pakrac
     Croați (72,91%)
     Sârbi (15,84%)
     Italieni (4,76%)
     Cehi (3,16%)
     Necunoscut (1,12%)
     Neclasificat (1,68%)
Componența confesională a orașului Pakrac
     Catolici (77,98%)
     Ortodocși (15,33%)
     Fără religie și atei (2,64%)
     Necunoscută (1,74%)
     Alte religii (2,3%)
Conform recensământului din 2011, orașul Pakrac avea 8.460 de locuitori. Din punct de vedere etnic, majoritatea locuitorilor (72,91%) erau croați, existând și minorități de sârbi (15,84%), italieni (4,76%) și cehi (3,16%). Apartenența etnică nu este cunoscută în cazul a 1,12% din locuitori. Din punct de vedere confesional, majoritatea locuitorilor (77,98%) erau catolici, existând și minorități de ortodocși (15,33%) și persoane fără religie și atei (2,64%). Pentru 1,74% din locuitori nu este cunoscută apartenența confesională.